# AAA-Saison 1913

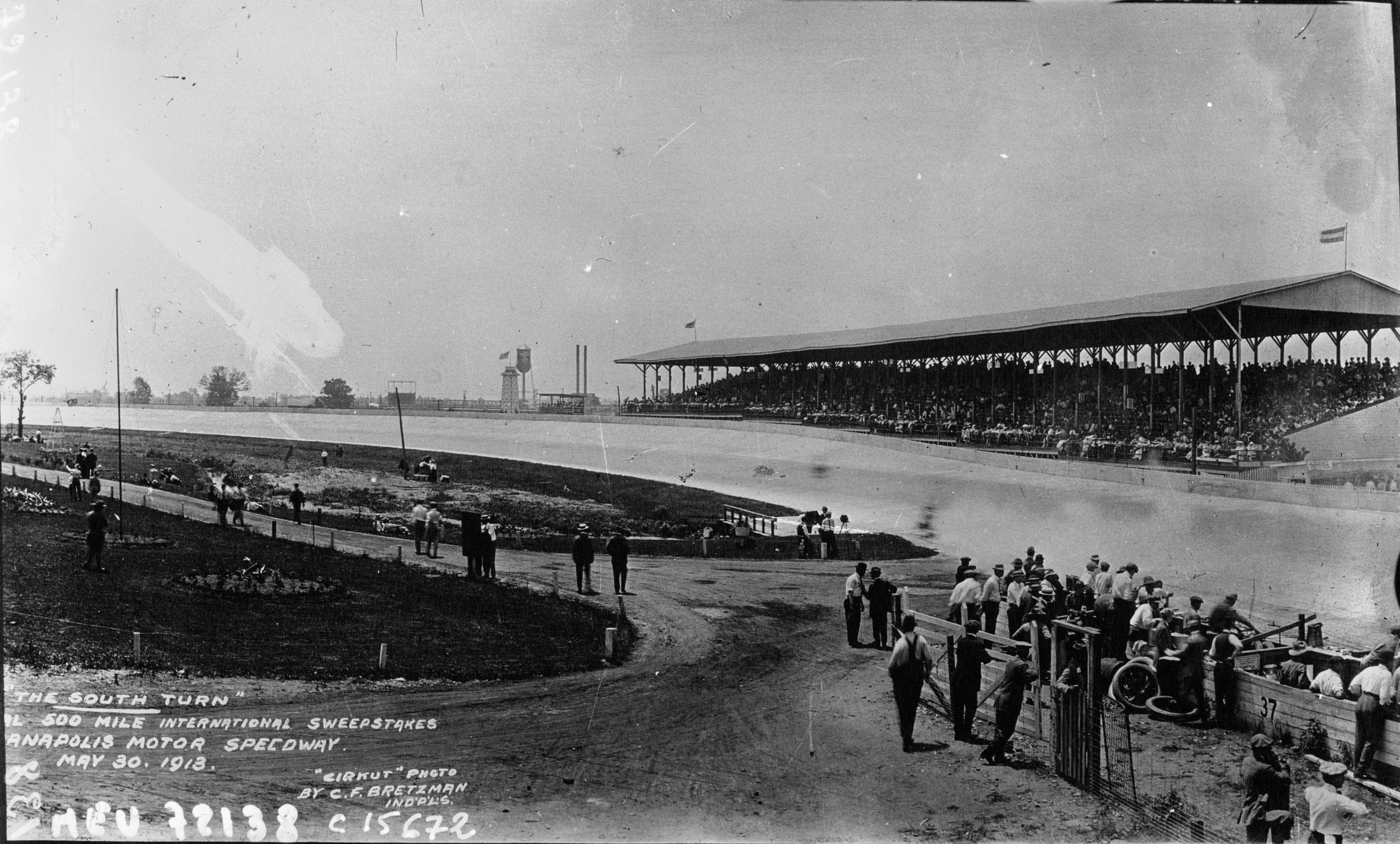
Der Indianapolis Motor Speedway während des Rennens

Die AAA-Saison 1913 war die fünfte offizielle Saison der nationalen Automobilmeisterschaft in den Vereinigten Staaten. Sie bestand aus 14 Rennen, die zwischen dem 1. Januar und dem 9. September ausgetragen wurden. Die Saison bestand aus einzelnen Rennen, ohne dass ein Meistertitel vergeben wurde.

## Rennergebnisse
Es gab 14 Rennen, die auf 8 verschiedenen Rennstrecken ausgetragen wurden. Fünf Rennen fanden auf Ovalkursen statt und neun auf temporären Straßenkursen.
| Nr. | Datum         | Ort (Staat)       | Rennen / Rennstrecke                                                | Fahrzeugklasse           | Distanz (mi / km) Runden   | Sieger                            | Fahrzeug      |
| --- | ------------- | ----------------- | ------------------------------------------------------------------- | ------------------------ | -------------------------- | --------------------------------- | ------------- |
| 01  | 01. Januar    | San Diego (CA)    | San Diego Race San Diego Road Race Course (T)                       | unbekannt                | 183,4 / 295,2 2 Runden     | George Hill                       | Fiat          |
| 02  | 01. März      | San Diego (CA)    | Point Loma Race Point Loma Road Race Course (T)                     | Frei für alle            | 200,6 / 322,8 34 Runden    | William Carlson                   | Benz          |
| 03  | 30. Mai       | Indianapolis (IN) | International 500 Mile Sweepstakes Indianapolis Motor Speedway (ZO) | bis 450 cu in            | 500 / 804,7 200 Runden     | Jules Goux                        | Peugeot       |
| 04  | 04. Juli      | Columbus (OH)     | Columbus Race Columbus Driving Park (UO)                            | unbekannt                | 200 / 321,9 200 Runden     | Ralph Mulford                     | Mason         |
| 05  | 05. Juli      | Tacoma (WA)       | Potlach Trophy Race Tacoma Road Race Course (T)                     | unbekannt                | 199,5 / 321,1 57 Runden    | Earl Cooper                       | Stutz         |
| 06  | 07. Juli      | Tacoma (WA)       | Montamarathon Trophy Race Tacoma Road Race Course (T)               | unbekannt                | 248,5 / 399,9 71 Runden    | Earl Cooper                       | Stutz         |
| 07  | 028. Juli     | Denver Beach (TX) | Galveston Race 1 Denver Beach Course (SO)                           | unbekannt                | 100 / 160,9 20 Runden      | Louis Disbrow                     | Simplex       |
| 08  | 29. Juli      | Denver Beach (TX) | Galveston Race 2 Denver Beach Course (SO)                           | unbekannt                | 100 / 160,9 20 Runden      | Armour Ferguson                   | Peugeot       |
| 09  | 30. Juli      | Denver Beach (TX) | Galveston Race 3 Denver Beach Course (SO)                           | unbekannt                | 100 / 160,9 20 Runden      | Louis Disbrow oder Billy Chandler | Simplex Mason |
| 10  | 09. August    | Santa Monica (CA) | Santa Monica Road Race Santa Monica Road Race Course (T)            | unbekannt                | 445,253 / 716,6 53 Runden  | Earl Cooper                       | Stutz         |
| 11  | 29. August    | Elgin (IL)        | Chicago Auto Club Trophy Race Elgin Road Race Circuit (T)           | 231–300 cu in            | 301,824 / 485,7 36 Runden  | Ralph DePalma                     | Mercer        |
| 12  | 30. August    | Elgin (IL)        | National Trophy Race Elgin Road Race Circuit (T)                    | bis 450 cu in            | 301,824 / 485,7 36 Runden  | Gil Andersen                      | Stutz         |
| 13  | 09. September | Corona (CA)       | Corona Race 1 Grand Avenue Boulevard (T)                            | Frei für alle            | 301,712 / 485,6 109 Runden | Earl Cooper                       | Stutz         |
| 14  | 09. September | Corona (CA)       | Corona Race 2 Grand Avenue Boulevard (T)                            | Heavy car, bis 450 cu in | 251,888 / 405,4 91 Runden  | Earl Cooper                       | Stutz         |

- Erklärung: T: temporärer Straßenkurs, SO: Strandoval, UO: unbefestigtes Oval, ZO: Ziegelsteinoval

## Kurzmeldungen
- Harry Knight und sein Mechaniker Milton Michaelis verunfallten während des vierten Rennens in Columbus tödlich.[7]
- Wegen Regens wurde das zweite Rennen in Tacoma um einen Tag verschoben[9]
- Für Rennen 3 in Galveston gibt es verschiedene Angaben. Laut champcarstats.com schied Billy Chandler nach sechs Runden wegen eines defekten Vergasers aus und es gab 10 Starter; Disbrow gewann vor LeCain und Ferguson. Laut motorsport.com gab es neun Starter und Chandler gewann. Disbrow, LeCain und Ferguson folgen auf den Plätzen zwei bis vier mit denselben Zeiten wie auf champcarstats.com.
- Bei den Rennen in Elgin starteten die Fahrer in 30-Sekunden-Intervallen[15]
- In Corona fand ein Rennen statt. Der Stand nach 91 Runden zählte für das Heavy-car-Rennen bis 450 cu in Hubraum und der Stand nach 109 Runden für das Frei-für-alle-Rennen.[17]
- Ralph Mulford und Earl Cooper absolvierten mit sechs Rennen die meisten. Mulford gewann ein Rennen während Cooper fünf gewann.

## Bester Fahrer

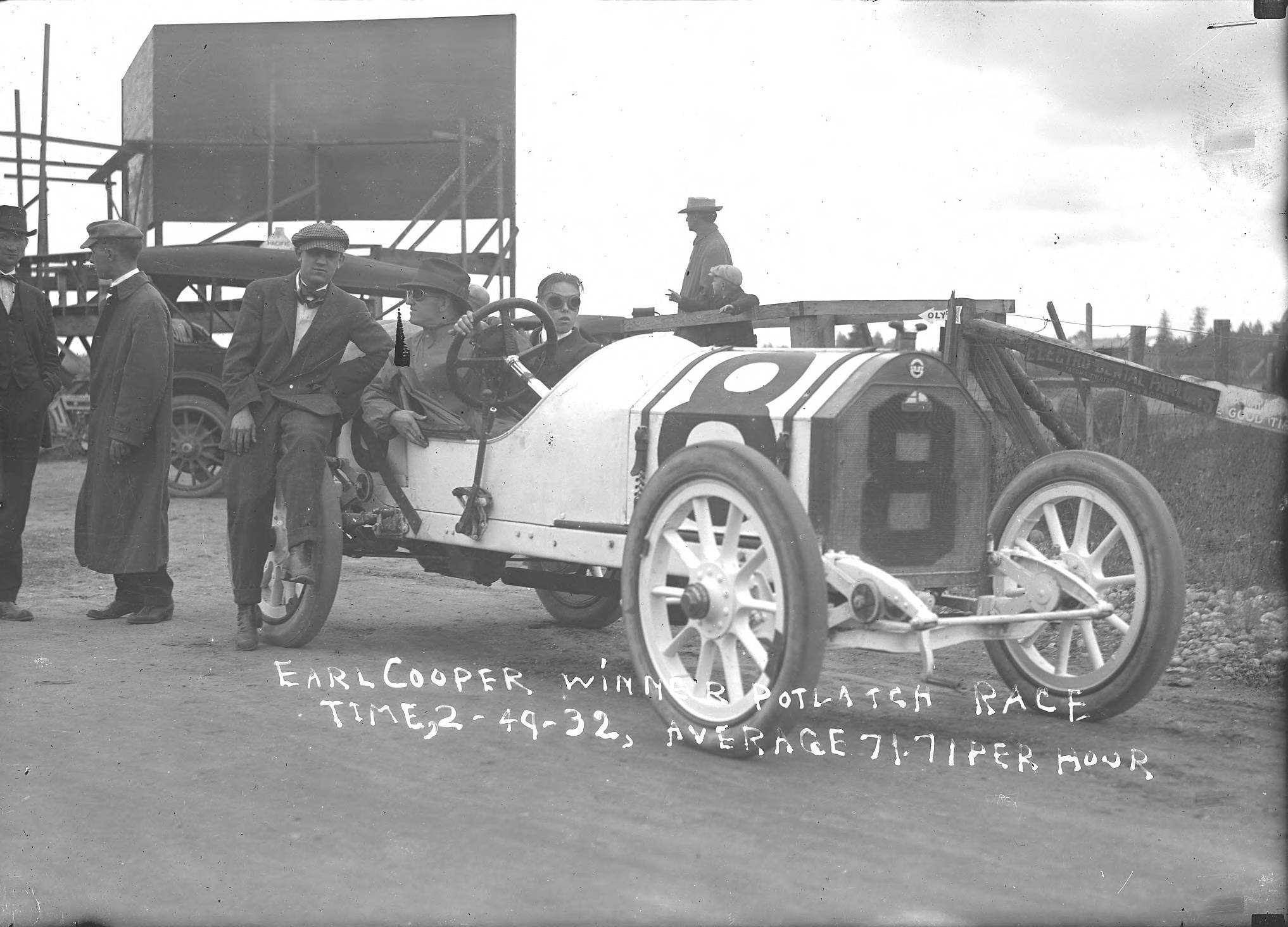
Earl Cooper am Steuer seines Stutz nach dem Sieg in Tacoma

Earl Cooper wurde von der Zeitschrift Motor Age zum besten Fahrer des Jahres gewählt. 1927 wurden für mehrere Saisons rückwirkend Meisterschaften berechnet. Auch hier lag Cooper vorne. Diese Titel werden jedoch nicht als offiziell betrachtet.